# Cocytius misionum
Cocytius misionum är en fjärilsart som beskrevs av Köhler 1924. Cocytius misionum ingår i släktet Cocytius och familjen svärmare. Inga underarter finns listade i Catalogue of Life.